# Archiv aktiv
Das Archiv Aktiv e. V. verfügt über eine in Deutschland einzigartige Quellensammlung zu Geschichte, Theorie und Praxis organisierter Gewaltfreier Gruppen und der Friedens- und Umweltbewegung. Der Schwerpunkt liegt auf West-Deutschland und der Zeit seit 1945, die internationale Bewegung ist u. a. durch zahlreiche Dokumente der War Resisters’ International und des Internationalen Versöhnungsbundes vertreten. Träger des Archivs ist ein Verein; der Sitz ist in Hamburg.
Das Archiv Aktiv sammelt seit 1987 Zeitschriften, Broschüren, Rundbriefe und Korrespondenzen von Ökologie-, Friedens- und Menschenrechtsbewegungen, insbesondere der verschiedenen Strömungen, die gewaltfreien Widerstand und zivilen Ungehorsam diskutieren und anwenden. 2004 wurde das Archiv der Internationale der Kriegsdienstgegner/innen (IDK e. V.) aufgenommen.

## Entstehungsgeschichte
Das Archiv Aktiv wurde 1987 in Hamburg als Archiv Ökologie und Frieden gegründet. Neben Redaktionsunterlagen der Zeitschrift Graswurzelrevolution war die Ausgangsbasis ein Nachlass von Rundbriefen, Zeitschriften, Flugblättern und Korrespondenzen aus dem breiten Spektrum der Graswurzel-, Friedens-, Frauen-, Umwelt-, und Dritte Welt-Bewegungen seit Anfang der 50er Jahre. Recherchen und Befragungen von Zeitzeugen ergänzten diese Informationen. Aktionsbüros wie die Koordinationstelle Ziviler Ungehorsam oder die Graswurzelwerkstatt der Föderation Gewaltfreier Aktionsgruppen brachten wertvolle Bestände ein. Einzelpersonen gaben Sammlungen zum Training in Gewaltfreier Aktion, zu totaler Kriegsdienst- oder Steuerverweigerung, den Konflikten um AKW-Standorte, zivil-militärischen Übungen, Truppenübungsplätze usw. ab. Enge Kontakte zu den War Resisters’ International oder dem Internationalem Versöhnungsbund erlauben, die weltweite Zusammenarbeit Gewaltfreier Initiativen zu dokumentieren. Neuere Bestände sind das Archiv von X-tausendmal quer und das Gemeinsame Mutlangen Archiv mit zeitgeschichtlichen Quellen für Erlebnisse, Erfahrungen und Erfolge des Widerstands in Mutlangen.
Das Archiv Aktiv versteht sich als Bewegungsgedächtnis und will konstruktive Impulse zur Fortentwicklung der Gewaltfreien Bewegung geben, denn bisher fehlen detaillierte Untersuchungen oder öffentlichkeitswirksame Darstellungen der Gruppierungen, Projekte und Zeitschriften, der Diskussionen und Aktivitäten der gewaltfreien Bewegung in Deutschland. Weder die Ideengeschichte, noch die Probleme der Organisierung, weder die Umsetzung der Theorie in die Praxis, noch politische Einwirkungen auf größere außerparlamentarische Bewegungen wurden angemessen untersucht.
Nachlässe und Schenkungen aus über 50 Jahren Bewegungserfahrung ergeben einen Bestand von ca. 1000 Themenordnern, ca. 250 Zeitschriftentiteln und zahlreichen Broschüren, Plakaten, Ton- und Bildmaterialien. Interviews mit Zeitzeugen ergänzen die schriftlichen Unterlagen und erlauben, deren Aussagen besser einordnen zu können.
Gemeinsam mit Zeitzeugen und heute Aktiven will das Archiv Aktiv einen die Bewegungs-Generationen übergreifenden Lernprozess zugunsten gewaltfreier Veränderungen vorantreiben und sich dabei nicht auf wissenschaftliche Arbeit beschränken. Das Archiv Aktiv versteht seine Arbeit als handelndes Sammeln aus teilnehmender Beobachtung und verbindet dies mit politischer Bildungsarbeit.
Die systematisierende Auswertung der Archivalien und der Informationen aus Interviews soll längerfristig einen Beitrag gegen das Vergessen und zur kritischen Geschichtsschreibung über Neue Soziale Bewegungen leisten. Die Vermittlung und Publikation der Auswertungsergebnisse soll Anregungen für aktuelle gesellschaftspolitische Diskussionen und für die Weiterentwicklung von Theorie und Praxis gewaltfreien Handelns geben.
Das Archiv Aktiv will Initiativen und Aktionsgruppen wie kritische Kräfte der Gesellschaft im Allgemeinen ermutigen, sich gewaltfrei wirksam gegen Unrecht und Gewalt und für menschliche, gerechte, friedliche und basisdemokratische Verhältnisse einzusetzen.
Studenten, Journalisten und sonstige Interessierte werden durch Zugang zu Dokumenten, die in staatlichen Archiven kaum erhältlich sind, bei Recherchen unterstützt. Das Archiv Aktiv sieht sich als Schnittstelle zwischen sozialer Bewegung und Wissenschaft. Neben der Bereitstellung der Dokumente unterstützt das Archiv Forschende durch die Vermittlung von Zeitzeugen, Literaturhinweise und Beratung.